# Departamento del Centro-Oeste
Centro-Oeste fue uno de los departamentos de Costa de Marfil entre 1963 y 1969. Se estableció en 1963 tras la división del departamento del Sudoeste. Durante la existencia del Centro-Oeste, los departamentos eran las subdivisiones administrativas de primer nivel de Costa de Marfil.
Utilizando los límites actuales como referencia, el territorio del departamento del Centro-Oeste estaba compuesto por las regiones de Haut-Sassandra, Gôh y Nawa.
En 1969 el departamento del Centro-Oeste y los otros cinco departamentos existentes del país fueron suprimidos y reemplazados por 24 nuevos departamentos. Centro-Oeste se convirtió en los nuevos departamentos de Daloa, Gagnoa, y Sassandra.